# Rushoka (periodiskt vattendrag i Burundi, Bururi)
Rushoka är ett periodiskt vattendrag i Burundi.   Det ligger i provinsen Bururi, i den centrala delen av landet, 70 kilometer sydost om huvudstaden Bujumbura.
Omgivningarna runt Rushoka är en mosaik av jordbruksmark och naturlig växtlighet. Runt Rushoka är det ganska tätbefolkat, med 124 invånare per kvadratkilometer.